# Echizen
Echizen (jap. 越前市 Echizen-shi) ist eine Stadt in der Präfektur Fukui in Japan.

## Geschichte
Die Stadt ging am 1. Oktober 2005 aus dem Zusammenschluss der Stadt Takefu (武生市, -shi) und der Gemeinde Imadate (今立町, -chō) des gleichnamigen Landkreises hervor.

## Geographie
Echizen liegt südlich von Fukui.

## Verkehr
- Straße:
  - Hokuriku-Autobahn
  - Nationalstraße 8
  - Nationalstraße 365, 417
- Zug

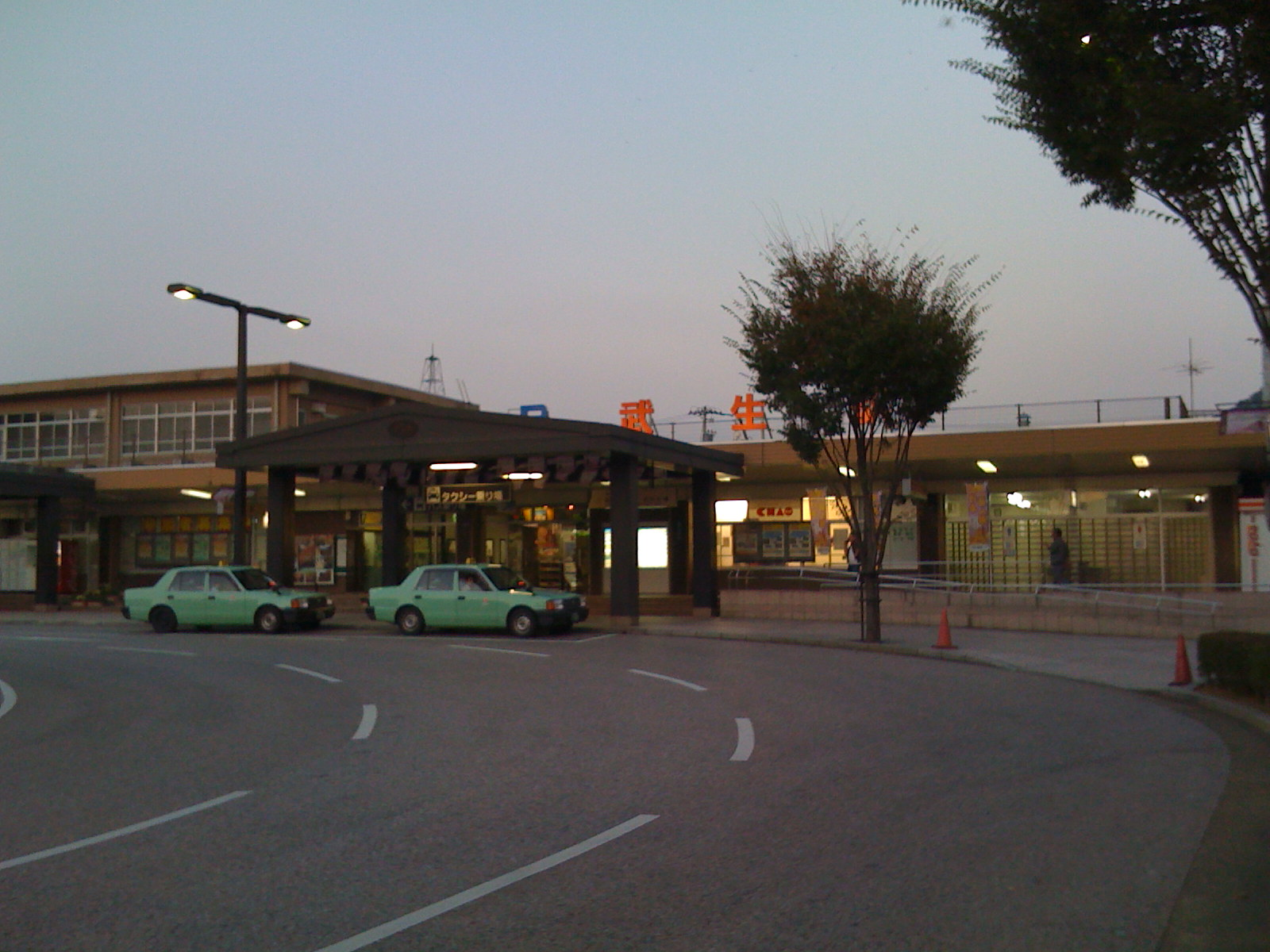
Bahnhof Takefu

  - JR Hokuriku-Hauptlinie, Bahnhof Takefu, nach Maibara und Joetsu
- Straßenbahn:
  - Fukubu-Linie nach Fukui

## Söhne und Töchter der Stadt
- Sugita Teiichi (1851–1929), Regierungsbeamter und Politiker
- Ryōichi Ikegami (* 1944), Mangaka
- Kazuyasu Minobe (* 1987), Degenfechter

## Angrenzende Städte und Gemeinden

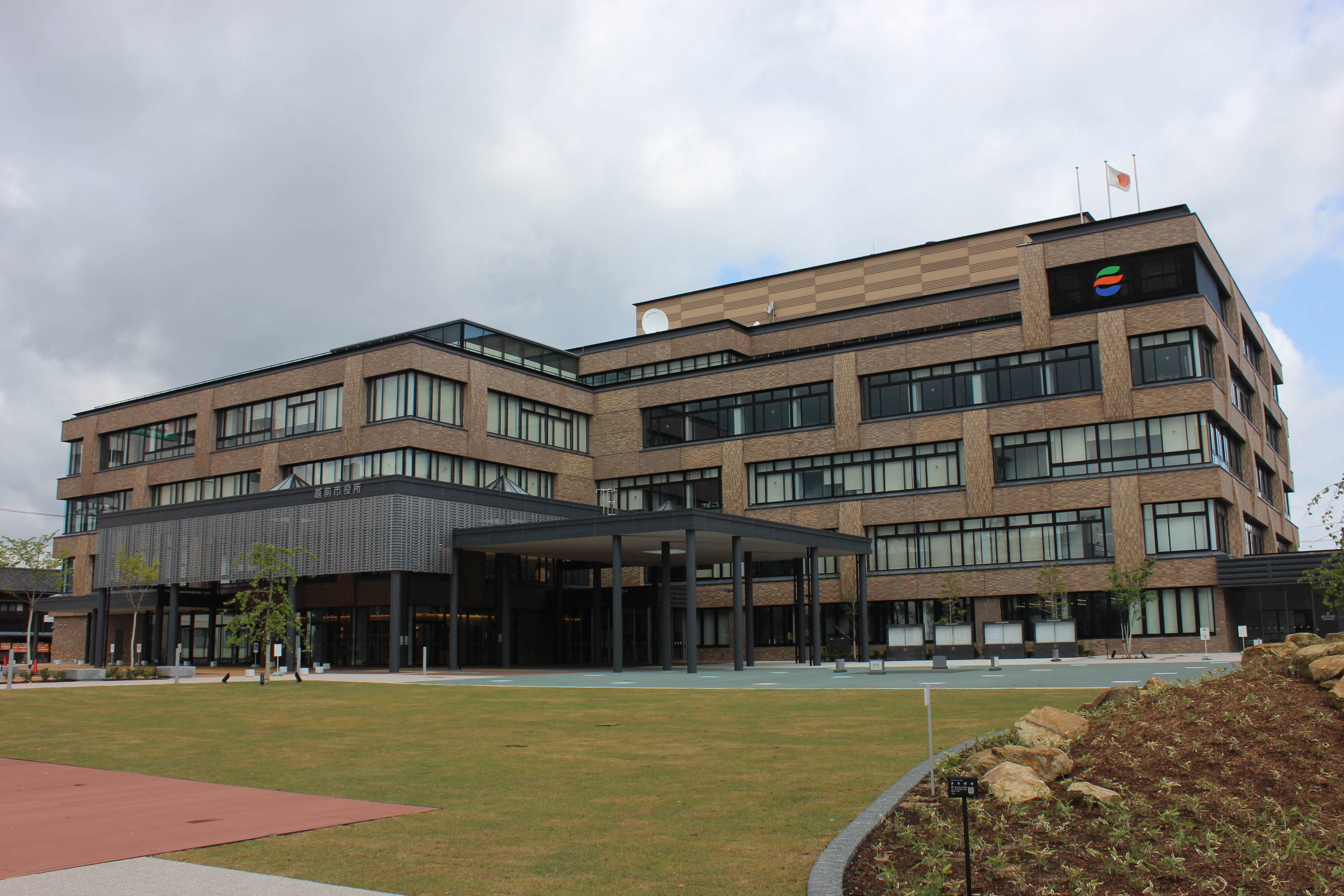
Rathaus

- Fukui
- Sabae
- Echizen-chō
- Ikeda
- Minami-Echizen